# Lijst van landen in 1948
Hieronder volgt een lijst van landen van de wereld in 1948.

## Uitleg
- Op 1 januari 1948 waren er 73 onafhankelijke staten die door een ruime meerderheid van de overige staten erkend werden (inclusief Andorra). In 1948 kwamen Zuid-Korea, Noord-Korea, Birma, Israël en Ceylon er als onafhankelijke staten bij.
- Alle de facto onafhankelijke staten zonder ruime internationale erkenning zijn weergegeven onder het kopje niet algemeen erkende landen.
- Afhankelijke gebieden en gebieden die vaak als afhankelijk gebied werden beschouwd, zijn weergegeven onder het kopje niet-onafhankelijke gebieden.
- Autonome gebieden, bezette gebieden en micronaties zijn niet op deze pagina weergegeven.

## Staatkundige veranderingen in 1948
- 4 januari: Birma wordt onafhankelijk van het Verenigd Koninkrijk.
- 4 januari: de Britse Prins Edwardeilanden worden door Zuid-Afrika geannexeerd.
- 1 februari: de Unie van Malakka wordt de Federatie van Malakka.
- 4 februari: Brits-Ceylon wordt onafhankelijk van het Verenigd Koninkrijk onder de naam Dominion Ceylon.
- 27 maart: het Kanaat Kalat treedt toe tot Pakistan.
- 1 april: de Faeröer worden een autonome provincie van Denemarken.
- 18 april: Ierland wordt een republiek, maar de officiële naam van het land verandert niet.
- 24 april: het Britse protectoraat over de Maldivische Eilanden wordt een protected state.
- 14 mei: het Britse Mandaatgebied Palestina wordt onafhankelijk onder de naam Israël.
- 15 augustus: Zuid-Korea wordt onafhankelijk. Voorheen een Amerikaanse bezettingszone.
- 9 september: Noord-Korea wordt onafhankelijk. Voorheen een bezettingszone van de Sovjet-Unie.
- 12 september: de de facto onafhankelijke staat Hyderabad wordt door India ingenomen.
- 20 september: de Nederlandse kolonie Gebiedsdeel Curaçao krijgt de naam Nederlandse Antillen.

## Algemeen erkende landen

### A
| Korte landsnaam (Nederlands) | Officiële landsnaam (Nederlands) | Korte landsnaam (oorspronkelijke taal/talen) |
| ---------------------------- | -------------------------------- | -------------------------------------------- |
| Afghanistan                  | Koninkrijk Afghanistan           | Dari en Pasjtoe: Afghānestān / افغانستان     |
| Albanië                      | Volksrepubliek Albanië           | Albanees: Shqipëria                          |
| Andorra                      | Vorstendom Andorra               | Catalaans: Andorra                           |
| Argentinië                   | Argentijnse Republiek            | Spaans: Argentina                            |
| Australië                    | Gemenebest Australië             | Engels: Australia                            |

### B
| Korte landsnaam (Nederlands) | Officiële landsnaam (Nederlands)               | Korte landsnaam (oorspronkelijke taal/talen)      |
| ---------------------------- | ---------------------------------------------- | ------------------------------------------------- |
| België                       | Koninkrijk België                              | Duits: Belgien Frans: Belgique Nederlands: België |
| Birma (vanaf 4 januari)      | Unie van Birma                                 | Birmees: Bama /                                   |
| Bolivia                      | Republiek Bolivia                              | Spaans: Bolivia                                   |
| Brazilië                     | Republiek van de Verenigde Staten van Brazilië | Portugees: Brasil                                 |
| Bulgarije                    | Volksrepubliek Bulgarije                       | Bulgaars: Bălgarija / България                    |

### C
| Korte landsnaam (Nederlands) | Officiële landsnaam (Nederlands) | Korte landsnaam (oorspronkelijke taal/talen) |
| ---------------------------- | -------------------------------- | -------------------------------------------- |
| Canada                       | Dominion Canada                  | Engels en Frans: Canada                      |
| Ceylon (vanaf 4 februari)    | Ceylon                           | Singalees: Srī Lankā / ශ්‍රී ලංකා                  |
| Chili                        | Republiek Chili                  | Spaans: Chile                                |
| China                        | Republiek China                  | Mandarijn: Zhongguo / 中國                   |
| Colombia                     | Republiek Colombia               | Spaans: Colombia                             |
| Costa Rica                   | Republiek Costa Rica             | Spaans: Costa Rica                           |
| Cuba                         | Republiek Cuba                   | Spaans: Cuba                                 |

### D
| Korte landsnaam (Nederlands) | Officiële landsnaam (Nederlands) | Korte landsnaam (oorspronkelijke taal/talen) |
| ---------------------------- | -------------------------------- | -------------------------------------------- |
| Denemarken                   | Koninkrijk Denemarken            | Deens: Danmark                               |
| Dominicaanse Republiek       | Dominicaanse Republiek           | Spaans: República Dominicana                 |

### E
| Korte landsnaam (Nederlands) | Officiële landsnaam (Nederlands) | Korte landsnaam (oorspronkelijke taal/talen) |
| ---------------------------- | -------------------------------- | -------------------------------------------- |
| Ecuador                      | Republiek Ecuador                | Spaans: Ecuador                              |
| El Salvador                  | Republiek El Salvador            | Spaans: El Salvador                          |
| Ethiopië                     | Keizerrijk Ethiopië              | Amhaars: Ītyop'iya / ኢትዮጵያ                   |

### F
| Korte landsnaam (Nederlands) | Officiële landsnaam (Nederlands) | Korte landsnaam (oorspronkelijke taal/talen) |
| ---------------------------- | -------------------------------- | -------------------------------------------- |
| Filipijnen                   | Republiek der Filipijnen         | Engels: Philippines Filipijns: Pilipinas     |
| Finland                      | Republiek Finland                | Fins: Suomi Zweeds: Finland                  |
| Frankrijk                    | Franse Republiek                 | Frans: France                                |

### G
| Korte landsnaam (Nederlands) | Officiële landsnaam (Nederlands) | Korte landsnaam (oorspronkelijke taal/talen) |
| ---------------------------- | -------------------------------- | -------------------------------------------- |
| Griekenland                  | Koninkrijk Griekenland           | Grieks: Hellas / 'Ελλας                      |
| Guatemala                    | Republiek Guatemala              | Spaans: Guatemala                            |

### H
| Korte landsnaam (Nederlands) | Officiële landsnaam (Nederlands) | Korte landsnaam (oorspronkelijke taal/talen) |
| ---------------------------- | -------------------------------- | -------------------------------------------- |
| Haïti                        | Republiek Haïti                  | Frans: Haïti                                 |
| Honduras                     | Republiek Honduras               | Spaans: Honduras                             |
| Hongarije                    | Republiek Hongarije              | Hongaars: Magyarország                       |

### I
| Korte landsnaam (Nederlands)                                         | Officiële landsnaam (Nederlands) | Korte landsnaam (oorspronkelijke taal/talen)            |
| -------------------------------------------------------------------- | -------------------------------- | ------------------------------------------------------- |
| Ierland                                                              | Ierland                          | Engels: Ireland Iers: Éire                              |
| IJsland                                                              | IJsland                          | IJslands: Ísland                                        |
| India                                                                | Unie van India                   | Engels: India Hindi: Bhārat / भारत                       |
| Irak                                                                 | Koninkrijk Irak                  | Arabisch: al-ʿIrāq / العراق                             |
| Iran                                                                 | Keizerrijk Iran                  | Perzisch: Īrān / ایران                                  |
| (van 14 mei tot 28 oktober) Israël (vanaf 14 mei) (vanaf 28 oktober) | Staat Israël                     | Arabisch: Isrāʾīl / اسرائيل Hebreeuws: Yisra'el / ישראל |
| Italië                                                               | Italiaanse Republiek             | Italiaans: Italia                                       |

### J
| Korte landsnaam (Nederlands) | Officiële landsnaam (Nederlands)    | Korte landsnaam (oorspronkelijke taal/talen)                                    |
| ---------------------------- | ----------------------------------- | ------------------------------------------------------------------------------- |
| Jemen                        | Mutawakkilitisch Koninkrijk Jemen   | Arabisch: al-Yaman / اليمن                                                      |
| Joegoslavië                  | Federale Volksrepubliek Joegoslavië | Macedonisch en Servo-Kroatisch: Jugoslavija / Југославија Sloveens: Jugoslavija |

### L
| Korte landsnaam (Nederlands) | Officiële landsnaam (Nederlands) | Korte landsnaam (oorspronkelijke taal/talen) |
| ---------------------------- | -------------------------------- | -------------------------------------------- |
| Libanon                      | Republiek Libanon                | Arabisch: Lubnān / لبنان                     |
| Liberia                      | Republiek Liberia                | Engels: Liberia                              |
| Liechtenstein                | Vorstendom Liechtenstein         | Duits: Liechtenstein                         |
| Luxemburg                    | Groothertogdom Luxemburg         | Duits: Luxemburg Frans: Luxembourg           |

### M
| Korte landsnaam (Nederlands) | Officiële landsnaam (Nederlands) | Korte landsnaam (oorspronkelijke taal/talen) |
| ---------------------------- | -------------------------------- | -------------------------------------------- |
| Mexico                       | Verenigde Mexicaanse Staten      | Spaans: México                               |
| Monaco                       | Vorstendom Monaco                | Frans: Monaco                                |
| Mongolië                     | Volksrepubliek Mongolië          | Mongools: Mongol Uls / Монгол Улс /          |

### N
| Korte landsnaam (Nederlands)    | Officiële landsnaam (Nederlands)   | Korte landsnaam (oorspronkelijke taal/talen) |
| ------------------------------- | ---------------------------------- | -------------------------------------------- |
| Nederland                       | Koninkrijk der Nederlanden         | Nederlands: Nederland                        |
| Nepal                           | Koninkrijk Nepal                   | Nepalees: Nepal / नेपाल                        |
| Nicaragua                       | Republiek Nicaragua                | Spaans: Nicaragua                            |
| Nieuw-Zeeland                   | Dominion Nieuw-Zeeland             | Engels: New Zealand                          |
| Noord-Korea (vanaf 9 september) | Democratische Volksrepubliek Korea | Koreaans: Chosŏn / 조선                      |
| Noorwegen                       | Koninkrijk Noorwegen               | Bokmål: Norge Nynorsk: Noreg                 |

### P
| Korte landsnaam (Nederlands) | Officiële landsnaam (Nederlands) | Korte landsnaam (oorspronkelijke taal/talen) |
| ---------------------------- | -------------------------------- | -------------------------------------------- |
| Pakistan                     | Dominion Pakistan                | Engels: Pakistan Urdu: Pākistān / پاکستان    |
| Panama                       | Republiek Panama                 | Spaans: Panamá                               |
| Paraguay                     | Republiek Paraguay               | Spaans: Paraguay                             |
| Peru                         | Peruviaanse Republiek            | Spaans: Perú                                 |
| Polen                        | Republiek Polen                  | Pools: Polska                                |
| Portugal                     | Portugese Republiek              | Portugees: Portugal                          |

### R
| Korte landsnaam (Nederlands)                                           | Officiële landsnaam (Nederlands) | Korte landsnaam (oorspronkelijke taal/talen) |
| ---------------------------------------------------------------------- | -------------------------------- | -------------------------------------------- |
| (tot 8 januari) Roemenië (van 8 januari tot 13 april) (vanaf 13 april) | Volksrepubliek Roemenië          | Roemeens: România                            |

### S
| Korte landsnaam (Nederlands) | Officiële landsnaam (Nederlands)                 | Korte landsnaam (oorspronkelijke taal/talen)          |
| ---------------------------- | ------------------------------------------------ | ----------------------------------------------------- |
| San Marino                   | Republiek San Marino                             | Italiaans: San Marino                                 |
| Saoedi-Arabië                | Koninkrijk Saoedi-Arabië                         | Arabisch: al-ʿArabiya as-Saʿūdiyya / العربيّة السعودية |
| Sovjet-Unie                  | Unie van Socialistische Sovjetrepublieken (USSR) | Russisch: Sovjetski Sojoez / Советский Союз           |
| Spanje                       | Spaanse Staat                                    | Spaans: España                                        |
| Syrië                        | Syrische Republiek                               | Arabisch: Sūrīyā / سوريا                              |

### T
| Korte landsnaam (Nederlands) | Officiële landsnaam (Nederlands)      | Korte landsnaam (oorspronkelijke taal/talen)          |
| ---------------------------- | ------------------------------------- | ----------------------------------------------------- |
| Thailand                     | Koninkrijk Thailand                   | Thai: Prathet Thai / ประเทศไทย                        |
| Transjordanië                | Hasjemitisch Koninkrijk Transjordanië | Arabisch: Sharq al-ʾUrdun / شرق الأردن                |
| Triëst                       | Vrije Zone Triëst                     | Italiaans: Trieste Kroatisch: Trsta Sloveens: Tržaško |
| Tsjecho-Slowakije            | Tsjecho-Slowaakse Republiek           | Slowaaks: Česko-Slovensko Tsjechisch: Československo  |
| Turkije                      | Republiek Turkije                     | Turks: Türkiye                                        |

### U
| Korte landsnaam (Nederlands) | Officiële landsnaam (Nederlands)    | Korte landsnaam (oorspronkelijke taal/talen) |
| ---------------------------- | ----------------------------------- | -------------------------------------------- |
| Uruguay                      | Republiek ten oosten van de Uruguay | Spaans: Uruguay                              |

### V
| Korte landsnaam (Nederlands) | Officiële landsnaam (Nederlands)                          | Korte landsnaam (oorspronkelijke taal/talen) |
| ---------------------------- | --------------------------------------------------------- | -------------------------------------------- |
| Vaticaanstad                 | Staat Vaticaanstad                                        | Italiaans: Città del Vaticano                |
| Venezuela                    | Verenigde Staten van Venezuela                            | Spaans: Venezuela                            |
| Verenigd Koninkrijk          | Verenigd Koninkrijk van Groot-Brittannië en Noord-Ierland | Engels: United Kingdom                       |
| Verenigde Staten             | Verenigde Staten van Amerika                              | Engels: United States                        |

### Z
| Korte landsnaam (Nederlands)   | Officiële landsnaam (Nederlands) | Korte landsnaam (oorspronkelijke taal/talen)                        |
| ------------------------------ | -------------------------------- | ------------------------------------------------------------------- |
| Zuid-Afrika                    | Unie van Zuid-Afrika             | Afrikaans: Suid-Afrika Engels: South Africa Nederlands: Zuid-Afrika |
| Zuid-Korea (vanaf 15 augustus) | Republiek Korea                  | Koreaans: Han Kuk / 한국                                            |
| Zweden                         | Koninkrijk Zweden                | Zweeds: Sverige                                                     |
| Zwitserland                    | Zwitserse Bondsstaat             | Duits: Schweiz Frans: Suisse Italiaans: Svizzera                    |

## Niet algemeen erkende landen
In onderstaande lijst zijn landen opgenomen die een ruime internationale erkenning misten, maar wel de facto onafhankelijk waren en de onafhankelijkheid hadden uitgeroepen.
| Korte landsnaam (Nederlands)  | Officiële landsnaam (Nederlands) | Korte landsnaam (oorspronkelijke taal/talen)            |
| ----------------------------- | -------------------------------- | ------------------------------------------------------- |
| Haiderabad (tot 12 september) | Staat Haiderabad                 | Telugu: Haidarābād / హైదరాబాద్ Urdu: Haidarābād / حیدر آباد |
| Indonesië                     | Republiek Indonesië              | Indonesisch: Indonesia                                  |
| Kalat (tot 27 maart)          | Kanaat Kalat                     | Beloetsji: Kalat / قلات                                 |
| Oost-Turkestan                | Oost-Turkestaanse Republiek      | Oeigoers: Sherqiy Türkistan / شەرقىي تۈركىستان          |
| Tibet                         | Tibet                            | Tibetaans: Bod / བོད་                                    |
| Vietnam                       | Democratische Republiek Vietnam  | Vietnamees: Việt Nam                                    |

## Niet-onafhankelijke gebieden
Hieronder staat een lijst van afhankelijke gebieden inclusief Åland en Spitsbergen.

### Amerikaans-Britse condominia
| Korte landsnaam (Nederlands) | Status      | Korte landsnaam (oorspronkelijke taal/talen) |
| ---------------------------- | ----------- | -------------------------------------------- |
| Canton en Enderbury          | Condominium | Engels: Canton and Enderbury Islands         |

### Amerikaanse niet-onafhankelijke gebieden
De Amerikaanse Maagdeneilanden en Puerto Rico waren organized unincorporated territories, wat wil zeggen dat het afhankelijke gebieden waren van de Verenigde Staten met een bepaalde vorm van zelfbestuur. Daarnaast waren er nog een aantal unorganized unincorporated territories: Amerikaans-Samoa, Baker, Guam, Howland, Jarvis, Johnston, Kingman, Midway, Navassa, de Panamakanaalzone, de Petreleilanden, Quita Sueño, Roncador, Serrana, Serranilla, de Swaneilanden en Wake. Deze gebieden waren ook afhankelijke gebieden van de VS, maar kenden geen vorm van zelfbestuur. Het Trustschap van de Pacifische Eilanden was een trustschap van de Verenigde Naties onder Amerikaans bestuur. Alaska en Hawaï waren als organized incorporated territories een integraal onderdeel van de VS en zijn derhalve niet in onderstaande lijst opgenomen.
Diverse eilandgebieden werden door de Verenigde Staten geclaimd als unorganized unincorporated territories, maar werden door andere landen bestuurd. De eilandgebieden Birnie, Caroline, Fanning, Flint, Funafuti, Gardner, Kersteiland, Malden, McKean, Nukufetau, Nukulaelae, Niulakita, Phoenix, Starbuck, Sydney, Vostok en Washington vielen onder het bestuur van het Verenigd Koninkrijk (als onderdeel van de Gilbert- en Ellice-eilanden). De eilandgebieden Manihiki, Penrhyn, Pukapuka en Rakahanga vielen onder het bestuur van de Nieuw-Zeeland (als onderdeel van de Cookeilanden); en de eilandgebieden Atafu, Bowditch en Nukunonu vielen onder het bestuur van Nieuw-Zeeland (als onderdeel van de Tokelau-eilanden, die bestuurd werden vanuit West-Samoa).
| Korte landsnaam (Nederlands)             | Status                               | Korte landsnaam (oorspronkelijke taal/talen)           |
| ---------------------------------------- | ------------------------------------ | ------------------------------------------------------ |
| Amerikaanse Maagdeneilanden              | Organized unincorporated territory   | Engels: United States Virgin Islands                   |
| Amerikaans-Samoa                         | Unorganized unincorporated territory | Engels: American Samoa Samoaans: Amerika Sāmoa         |
| Baker                                    | Unorganized unincorporated territory | Engels: Baker Island                                   |
| (tot 9 februari) Guam (vanaf 9 februari) | Unorganized unincorporated territory | Engels: Guam                                           |
| Howland                                  | Unorganized unincorporated territory | Engels: Howland Island                                 |
| Jarvis                                   | Unorganized unincorporated territory | Engels: Jarvis Island                                  |
| Johnston                                 | Unorganized unincorporated territory | Engels: Johnston Atoll                                 |
| Kingman                                  | Unorganized unincorporated territory | Engels: Kingman Reef                                   |
| Korea (tot 15 augustus)                  | Militaire bezetting                  | Engels: Korea Koreaans: Chosŏn / 한국                  |
| Midway                                   | Unorganized unincorporated territory | Engels: Midway Islands                                 |
| Navassa                                  | Unorganized unincorporated territory | Engels: Navassa Island                                 |
| Panamakanaalzone                         | Unorganized unincorporated territory | Engels: Panama Canal Zone                              |
| Petreleilanden                           | Unorganized unincorporated territory | Engels: Petrel Islands                                 |
| Puerto Rico                              | Organized unincorporated territory   | Engels en Spaans: Puerto Rico                          |
| Quita Sueño                              | Unorganized unincorporated territory | Engels: Quitasueño Bank                                |
| Riukiu-eilanden                          | Militaire bezetting                  | Engels: Riukiu Islands Japans: Ryūkyū-shotō / 琉球諸島 |
| Roncador                                 | Unorganized unincorporated territory | Engels: Roncador Bank                                  |
| Serrana                                  | Unorganized unincorporated territory | Engels: Serrana Bank                                   |
| Serranilla                               | Unorganized unincorporated territory | Engels: Serranilla Bank                                |
| Swaneilanden                             | Unorganized unincorporated territory | Engels: Swan Islands                                   |
| Trustschap van de Pacifische Eilanden    | Trustschap                           | Engels: Trust Territory of the Pacific Islands         |
| Wake                                     | Unorganized unincorporated territory | Engels: Wake Island                                    |

### Australisch-Brits-Nieuw-Zeelands territorium
| Korte landsnaam (Nederlands) | Status     | Korte landsnaam (oorspronkelijke taal/talen) |
| ---------------------------- | ---------- | -------------------------------------------- |
| Nauru                        | Trustschap | Engels: Nauru                                |

### Australische niet-onafhankelijke gebieden
De externe territoria van Australië werden door de Australische overheid gezien als een integraal onderdeel van Australië, maar werden vaak toch beschouwd als afhankelijke gebieden van Australië.
| Korte landsnaam (Nederlands)        | Status             | Korte landsnaam (oorspronkelijke taal/talen) |
| ----------------------------------- | ------------------ | -------------------------------------------- |
| Australisch Antarctisch Territorium | Extern territorium | Engels: Australian Antarctic Territory       |
| Heard en McDonaldeilanden           | Extern territorium | Engels: Heard Island and McDonald Islands    |
| Nieuw-Guinea                        | Trustschap         | Engels: New Guinea                           |
| Norfolk                             | Extern territorium | Engels: Norfolk Island                       |
| Papoea                              | Extern territorium | Engels: Papua                                |

### Belgische niet-onafhankelijke gebieden
| Korte landsnaam (Nederlands) | Status                                        | Korte landsnaam (oorspronkelijke taal/talen) |
| ---------------------------- | --------------------------------------------- | -------------------------------------------- |
| Belgisch-Congo               | Kolonie                                       | Frans: Congo                                 |
| Ruanda-Urundi                | Trustschap Frans en Nederlands: Ruanda-Urundi |                                              |

### Brits-Franse condominia
| Korte landsnaam (Nederlands) | Status      | Korte landsnaam (oorspronkelijke taal/talen)  |
| ---------------------------- | ----------- | --------------------------------------------- |
| Nieuwe Hebriden              | Condominium | Engels: New Hebrides Frans: Nouvelle-Hébrides |

### Britse niet-onafhankelijke gebieden
In onderstaande lijst zijn onder meer de Britse (kroon)kolonies en protectoraten weergegeven. Jersey, Guernsey en Man hadden als Britse Kroonbezittingen niet de status van kolonie, maar hadden een andere relatie tot het Verenigd Koninkrijk. Brunei, Malakka, de Maldivische Eilanden (vanaf 24 april) en Tonga stonden als protected states onder Britse protectie, maar waren, in tegenstelling tot daadwerkelijke protectoraten, grotendeels autonoom aangaande interne aangelegenheden. De Britse Salomonseilanden, Canton en Enderbury (een Amerikaans-Brits condominium), Fiji (inclusief de Pitcairneilanden), de Gilbert- en Ellice-eilanden, de Nieuwe Hebriden (een Brits-Frans condominium) en Tonga werden door één enkele vertegenwoordiger van de Britse Kroon bestuurd onder de naam Britse West-Pacifische Territoria, maar zijn wel apart in de lijst opgenomen. Basutoland, Beetsjoeanaland en Swaziland werden door een vertegenwoordiger bestuurd onder de naam High Commission Territories, maar zijn ook apart in de lijst opgenomen. Bahrein, Koeweit, Muscat en Oman, Qatar en de Verdragsstaten waren protected states en vielen als zodanig onder de Persian Gulf Residency. Ook deze landen zijn apart in de lijst opgenomen. Newfoundland was de jure een onafhankelijk dominion, maar had in 1934 het zelfbestuur opgegeven. Het Koninkrijk Egypte was sinds 1922 de jure onafhankelijk van het Verenigd Koninkrijk, maar stond tot aan de staatsgreep door de Vrije Officieren in 1952 onder grote Britse invloed.
| Korte landsnaam (Nederlands)                             | Status | Korte landsnaam (oorspronkelijke taal/talen)                                            |
| -------------------------------------------------------- | --- | --------------------------------------------------------------------------------------- |
| Aden                                                     | Kroonkolonie                                                                                                 | Engels: Aden Colony                                                                     |
| Aden                                                     | Protectoraat                                                                                                 | Arabisch: Maḥmiyyat ʿAdan / محمية عدن Engels: Aden Protectorate                         |
| Anglo-Egyptisch Soedan                                   | Condominium                                                                                                  | Arabisch: السودان الأنجلو مصري Engels: Anglo-Egyptian Sudan                             |
| Bahama-eilanden                                          | Kroonkolonie                                                                                                 | Engels: Bahama Islands                                                                  |
| Bahrein                                                  | Protected state                                                                                              | Arabisch: al-Bahrayn / البحرين Engels: Bahrain                                          |
| Barbados                                                 | Kroonkolonie                                                                                                 | Engels: Barbados                                                                        |
| Basutoland                                               | Kolonie | Engels: Basutoland                                                                      |
| Beetsjoeanaland                                          | Protectoraat                                                                                                 | Engels: Bechuanaland                                                                    |
| Bermuda                                                  | Kroonkolonie                                                                                                 | Engels: Bermuda                                                                         |
| Brits-Birma (tot 4 januari)                              | Kroonkolonie                                                                                                 | Engels: Burma                                                                           |
| Brits-Ceylon (tot 4 februari)                            | Kroonkolonie                                                                                                 | Engels: Ceylon                                                                          |
| Britse Benedenwindse Eilanden                            | Kroonkolonie                                                                                                 | Engels: British Leeward Islands                                                         |
| Britse Bovenwindse Eilanden                              | Kroonkolonie                                                                                                 | Engels: British Windward Islands                                                        |
| Britse Goudkust                                          | Kroonkolonie                                                                                                 | Engels: Gold Coast                                                                      |
| Britse Salomonseilanden                                  | Protectoraat                                                                                                 | Engels: British Solomon Islands                                                         |
| Brits-Guiana                                             | Kroonkolonie                                                                                                 | Engels: British Guiana                                                                  |
| Brits-Honduras                                           | Kroonkolonie                                                                                                 | Engels: British Honduras                                                                |
| Brits-Kameroen                                           | Trustschap                                                                                                   | Engels: Cameroons                                                                       |
| Brits-Somaliland                                         | Protectoraat                                                                                                 | Engels: British Somaliland                                                              |
| Brits-Togoland                                           | Trustschap                                                                                                   | Engels: British Togoland                                                                |
| Brunei                                                   | Protected state: Staat Brunei Darussalam                                                                     | Engels en Maleis: Brunei                                                                |
| Cyprus                                                   | Kroonkolonie                                                                                                 | Engels: Cyprus                                                                          |
| Egypte                                                   | Vazalstaat: Koninkrijk Egypte                                                                                | Arabisch: Miṣr / مصر Engels: Egypt                                                      |
| Eritrea                                                  | Brits militair bestuur over Italiaans-Eritrea                                                                | Engels en Italiaans: Eritrea                                                            |
| (tot 29 september) Falklandeilanden (vanaf 29 september) | Kroonkolonie                                                                                                 | Engels: Falkland Islands                                                                |
| Fiji                                                     | Kolonie | Engels: Fiji                                                                            |
| Gambia                                                   | Protectoraat en Kroonkolonie                                                                                 | Engels: The Gambia                                                                      |
| Gibraltar                                                | Kroonkolonie                                                                                                 | Engels: Gibraltar                                                                       |
| Gilbert- en Ellice-eilanden                              | Kroonkolonie                                                                                                 | Engels: Gilbert and Ellice Islands                                                      |
| Guernsey                                                 | Brits Kroonbezit                                                                                             | Engels: Guernsey Frans: Guernesey                                                       |
| Hongkong                                                 | Kroonkolonie                                                                                                 | Engels: Hong Kong Kantonees: Hong Kong / 香港                                           |
| Jamaica                                                  | Kroonkolonie                                                                                                 | Engels: Jamaica                                                                         |
| Jersey                                                   | Brits Kroonbezit                                                                                             | Engels en Frans: Jersey                                                                 |
| Kenia                                                    | Protectoraat en Kroonkolonie                                                                                 | Engels: Kenya                                                                           |
| Koeweit                                                  | Protected state: Sjeikdom Koeweit                                                                            | Arabisch: al-Kuwayt / الكويت Engels: Kuwait                                             |
| Line-eilanden                                            | Overzees bezit                                                                                               | Engels: Line Islands                                                                    |
| Malakka                                                  | Protected state: Unie van Malakka (tot 1 februari) Protected state: Federatie van Malakka (vanaf 1 februari) | Engels: Malaya Maleis: Persekutuan Tanah Melayu                                         |
| Maldivische Eilanden                                     | Protectoraat (tot 24 april) Protected state (vanaf 24 april)                                                 | Engels: Maldive Islands                                                                 |
| Malta                                                    | Kroonkolonie                                                                                                 | Engels, Italiaans en Maltees: Malta                                                     |
| Man                                                      | Brits Kroonbezit                                                                                             | Engels: Isle of Man Manx-Gaelisch: Ellan Vannin                                         |
| Mauritius                                                | Kroonkolonie                                                                                                 | Engels: Mauritius                                                                       |
| Muscat en Oman                                           | Protected state: Sultanaat Muscat en Oman                                                                    | Arabisch: Umān / عُمان Engels: Oman                                                      |
| Newfoundland                                             | Dominion zonder zelfbestuur                                                                                  | Engels: Newfoundland                                                                    |
| Nigeria                                                  | Protectoraat en kroonkolonie                                                                                 | Engels: Nigeria                                                                         |
| (tot 13 september) Noord-Borneo (vanaf 13 september)     | Kroonkolonie                                                                                                 | Engels: North Borneo                                                                    |
| Noord-Rhodesië                                           | Protectoraat                                                                                                 | Engels: Northern Rhodesia                                                               |
| Nyasaland                                                | Protectoraat                                                                                                 | Engels: Nyasaland                                                                       |
| Oeganda                                                  | Protectoraat                                                                                                 | Engels: Uganda                                                                          |
| Palestina (tot 14 mei)                                   | Mandaatgebied                                                                                                | Arabisch: Filasţīn / فلسطين Engels: Palestine Hebreeuws: Palestína (EY) / (פָּלֶשְׂתִּינָה (א"י |
| Prins Edwardeilanden (tot 4 januari)                     | Overzees bezit                                                                                               | Engels: Prince Edward Islands                                                           |
| Qatar                                                    | Protected state                                                                                              | Arabisch: Qatar / قطر Engels: Qatar                                                     |
| Sarawak                                                  | Kroonkolonie                                                                                                 | Engels: Sarawak Maleis: Sarawak / سراوق                                                 |
| Seychellen                                               | Kroonkolonie                                                                                                 | Engels: Seychelles                                                                      |
| Sierra Leone                                             | Kroonkolonie en protectoraat                                                                                 | Engels: Sierra Leone                                                                    |
| Singapore                                                | Kroonkolonie                                                                                                 | Engels: Singapore                                                                       |
| Sint-Helena                                              | Kroonkolonie                                                                                                 | Engels: Saint Helena                                                                    |
| Somalië                                                  | Brits militair bestuur over Italiaans-Somaliland                                                             | Engels en Italiaans: Somalia                                                            |
| Suezkanaalzone                                           | Kroonkolonie                                                                                                 | Engels: Suez Canal Zone                                                                 |
| Swaziland                                                | Protectoraat: Koninkrijk Swaziland                                                                           | Engels: Swaziland Swazi: eSwatini                                                       |
| Tanganyika                                               | Trustschap                                                                                                   | Engels: Tanganyika                                                                      |
| Tonga                                                    | Protected state: Koninkrijk Tonga                                                                            | Engels en Tongaans: Tonga                                                               |
| Trinidad en Tobago                                       | Kroonkolonie                                                                                                 | Engels: Trinidad and Tobago                                                             |
| Verdragsstaten                                           | Protected states                                                                                             | Arabisch: ولايات الساحل المتصالح Engels: Trucial States                                 |
| Zanzibar                                                 | Protectoraat: Sultanaat Zanzibar                                                                             | Arabisch: Zanjibār / زنجبار Engels: Zanzibar                                            |
| Zuid-Rhodesië                                            | Kroonkolonie                                                                                                 | Engels: Southern Rhodesia                                                               |

### Deense niet-onafhankelijke gebieden
Faeröer was een provincie van Denemarken en was dus eigenlijk een integraal onderdeel van dat land.
| Korte landsnaam (Nederlands)            | Status                                                     | Korte landsnaam (oorspronkelijke taal/talen) |
| --------------------------------------- | ---------------------------------------------------------- | -------------------------------------------- |
| (tot 23 maart) Faeröer (vanaf 23 maart) | Provincie (tot 1 april) Autonome provincie (vanaf 1 april) | Deens: Færøerne Faeröers: Føroyar            |
| Groenland                               | Kolonie                                                    | Deens: Grønland                              |

### Finse niet-onafhankelijke gebieden
Åland maakte eigenlijk integraal onderdeel uit van Finland, maar heeft sinds de Vrede van Parijs (1856) een internationaal erkende speciale status met grote autonomie.
| Korte landsnaam (Nederlands) | Status          | Korte landsnaam (oorspronkelijke taal/talen) |
| ---------------------------- | --------------- | -------------------------------------------- |
| Åland                        | Autonoom gebied | Zweeds: Åland                                |

### Franse niet-onafhankelijke gebieden
Frans-West-Afrika was een federatie van acht Franse koloniën bestaande uit Dahomey, Frans-Guinea, Frans-Soedan, Ivoorkust, Mauritanië, Niger, Opper-Volta en Senegal. Frans-Equatoriaal Afrika was een kolonie die bestond uit vier territoria: Gabon, Midden-Congo, Oubangui-Chari en Tsjaad. De Unie van Indochina, ofwel Frans-Indochina, was een federatie die bestond uit het Protectoraat Cambodja, het Koninkrijk Laos, het Protectoraat Annam, het Protectoraat Tonkin en de kolonie Frans-Cochin-China. De Democratische Republiek Vietnam (Noord-Vietnam) had zich in 1945 onafhankelijk verklaard en had de controle over een deel van Tonkin en Annam. Algerije werd, met uitzondering van de zuidelijke territoria, bestuurd als een integraal onderdeel van Frankrijk, maar is wel apart in de lijst opgenomen.
| Korte landsnaam (Nederlands) | Status                                                                 | Korte landsnaam (oorspronkelijke taal/talen) |
| ---------------------------- | ---------------------------------------------------------------------- | -------------------------------------------- |
| Algerije                     | Verzameling departementen en territoria                                | Frans: Algérie                               |
| Comoren                      | Overzees territorium                                                   | Frans: Comores                               |
| Frans-Equatoriaal-Afrika     | Overzees territorium                                                   | Frans: Afrique équatoriale française         |
| Frans-Guyana                 | Overzeese regio en overzees departement                                | Frans: Guyane                                |
| Frans-Indië                  | Overzees territorium                                                   | Frans: Établissements français de l'Inde     |
| Frans-Kameroen               | Trustschap                                                             | Frans: Cameroun                              |
| Frans-Madagaskar             | Overzees territorium                                                   | Frans: Madagascar                            |
| Frans-Marokko                | Protectoraat                                                           | Arabisch: al-Maghrib / المغرب Frans: Maroc   |
| Frans-Oceanië                | Overzees territorium                                                   | Frans: Océanie française                     |
| Frans-Somaliland             | Overzees territorium                                                   | Frans: Côte française des Somalis            |
| Frans-Togoland               | Trustschap                                                             | Frans: Togoland français                     |
| Frans-West-Afrika            | Overzees territorium                                                   | Frans: Afrique occidentale française         |
| Guadeloupe                   | Overzeese regio en overzees departement                                | Frans: Guadeloupe                            |
| Martinique                   | Overzeese regio en overzees departement                                | Frans: Martinique                            |
| Nieuw-Caledonië              | Overzees territorium                                                   | Frans: Nouvelle-Calédonie                    |
| Réunion                      | Overzeese regio en overzees departement                                | Frans: Réunion                               |
| Saarland                     | Protectoraat                                                           | Duits: Saarland Frans: Sarre                 |
| Saint-Pierre en Miquelon     | Overzees territorium                                                   | Frans: Saint-Pierre et Miquelon              |
| Tunesië                      | Protectoraat                                                           | Arabisch: Tūnis / تونس Frans: Tunisie        |
| Unie van Indochina           | Federatie van Franse koloniën en protectoraten: Indo-Chinese Federatie | Frans: Fédération indochinoise               |
| Wallis en Futuna             | Overzees territorium                                                   | Frans: Wallis-et-Futuna                      |

### Niet-onafhankelijke gebieden onder geallieerde bezetting
| Korte landsnaam (Nederlands) | Status                                           | Korte landsnaam (oorspronkelijke taal/talen)        |
| ---------------------------- | ------------------------------------------------ | --------------------------------------------------- |
| Duitsland                    | Duitsland onder geallieerde bezetting            | Duits: Deutschland                                  |
| Japan                        | Geallieerde bezetting van Japan                  | Japans: Nihon / 日本                                |
| Libië                        | Geallieerde bezetting van Libië                  | Arabisch: Lībiyā / ليبيا Engels: Libya Frans: Libye |
| Oostenrijk                   | Republiek Oostenrijk onder geallieerde bezetting | Duits: Österreich                                   |

### Indiase niet-onafhankelijke gebieden
| Korte landsnaam (Nederlands) | Status                          | Korte landsnaam (oorspronkelijke taal/talen)                              |
| ---------------------------- | ------------------------------- | ------------------------------------------------------------------------- |
| Bhutan                       | Protectoraat                    | Dzongkha: Druk Yul / འབྲུག་ཡུལ་                                              |
| Sikkim                       | Protectoraat: Koninkrijk Sikkim | Engels: Sikkim Nepalees: Sikkim / सिक्किम Sikkimees: ′Bras Ljongs / འབྲས་ལྗོངས་ |

### Internationale niet-onafhankelijke gebieden
| Korte landsnaam (Nederlands) | Status              | Korte landsnaam (oorspronkelijke taal/talen)                         |
| ---------------------------- | ------------------- | -------------------------------------------------------------------- |
| Tanger                       | Internationale zone | Arabisch: Ṭanjah / طنجة Engels: Tangier Frans: Tanger Spaans: Tánger |

### Nederlandse niet-onafhankelijke gebieden
| Korte landsnaam (Nederlands)              | Status             | Korte landsnaam (oorspronkelijke taal/talen) |
| ----------------------------------------- | ------------------ | -------------------------------------------- |
| Curaçao (tot 20 september)                | Overzees rijksdeel | Nederlands: Gebiedsdeel Curaçao              |
| Nederlandse Antillen (vanaf 20 september) | Overzees rijksdeel | Nederlands: Nederlandse Antillen             |
| Nederlands-Indië                          | Overzees rijksdeel | Nederlands: Nederlands-Indië                 |
| Suriname                                  | Overzees rijksdeel | Nederlands: Suriname                         |

### Nieuw-Zeelandse niet-onafhankelijke gebieden
De Tokelau-eilanden waren eigenlijk Brits, maar stonden onder Nieuw-Zeelands bestuur en werden bestuurd vanuit West-Samoa.
| Korte landsnaam (Nederlands)           | Status                                                | Korte landsnaam (oorspronkelijke taal/talen) |
| -------------------------------------- | ----------------------------------------------------- | -------------------------------------------- |
| Cookeilanden                           | Afhankelijk gebied                                    | Engels: Cook Islands                         |
| Niue                                   | Afhankelijk gebied                                    | Engels: Niue                                 |
| Ross Dependency                        | Afhankelijk gebied                                    | Engels: Ross Dependency                      |
| Tokelau-eilanden                       | Brits afhankelijk gebied onder Nieuw-Zeelands bestuur | Engels: Tokelau Islands                      |
| (tot 26 mei) West-Samoa (vanaf 26 mei) | Trustschap                                            | Engels: Western Samoa                        |

### Noorse niet-onafhankelijke gebieden
Spitsbergen maakte eigenlijk integraal onderdeel uit van Noorwegen, maar had volgens het Spitsbergenverdrag een internationaal erkende speciale status met grote autonomie. Jan Mayen viel niet onder het Spitsbergenverdrag, maar werd wel bestuurd door de gouverneur van Spitsbergen.
| Korte landsnaam (Nederlands) | Status                                                 | Korte landsnaam (oorspronkelijke taal/talen) |
| ---------------------------- | ------------------------------------------------------ | -------------------------------------------- |
| Bouvet                       | Afhankelijk gebied                                     | Noors: Bouvetøya                             |
| Jan Mayen                    | Gebied onder bestuur van de gouverneur van Spitsbergen | Noors: Jan Mayen                             |
| Koningin Maudland            | Afhankelijk gebied                                     | Noors: Dronning Maud Land                    |
| Peter I-eiland               | Afhankelijk gebied                                     | Noors: Per 1.s øy                            |
| Spitsbergen                  | Gebied met speciale status                             | Noors: Svalbard                              |

### Portugese niet-onafhankelijke gebieden
| Korte landsnaam (Nederlands)   | Status                      | Korte landsnaam (oorspronkelijke taal/talen) |
| ------------------------------ | --------------------------- | -------------------------------------------- |
| Kaapverdië                     | Kolonie                     | Portugees: Cabo Verde                        |
| Macau                          | Kolonie                     | Portugees: Macau                             |
| Portugees-Guinea               | Kolonie                     | Portugees: Guiné Portuguesa                  |
| Portugees-Indië (ook wel: Goa) | Kolonie                     | Portugees: Estado da Índia                   |
| Portugees-Oost-Afrika          | Kolonie: Kolonie Mozambique | Portugees: Moçambique                        |
| Portugees-Timor                | Kolonie                     | Portugees: Timor Português                   |
| Portugees-West-Afrika          | Kolonie: Kolonie Angola     | Portugees: Angola                            |
| Sao Tomé en Principe           | Kolonie                     | Portugees: São Tomé e Príncipe               |

### Niet-onafhankelijke gebieden van de Sovjet-Unie
| Korte landsnaam (Nederlands)  | Status | Korte landsnaam (oorspronkelijke taal/talen) |
| ----------------------------- | --- | -------------------------------------------- |
| Noord-Korea (tot 9 september) | Militaire bezetting door de Sovjet-Unie over Korea bestuurd door het Voorlopig Volkscomité voor Noord-Korea | Koreaans: Russisch:                          |

### Spaanse niet-onafhankelijke gebieden
| Korte landsnaam (Nederlands) | Status       | Korte landsnaam (oorspronkelijke taal/talen)                                  |
| ---------------------------- | ------------ | ----------------------------------------------------------------------------- |
| Spaans-Guinea                | Kolonie      | Spaans: Guinea Española                                                       |
| Spaans-Marokko               | Protectoraat | Arabisch: Isbāniyā fi-l-Magrib / إسبَانِيَا بالمَغْربْ Spaans: Español de Marruecos |
| Spaans-West-Afrika           | Kolonie      | Spaans: África Occidental Española                                            |

### Zuid-Afrikaanse niet-onafhankelijke gebieden
| Korte landsnaam (Nederlands) | Status        | Korte landsnaam (oorspronkelijke taal/talen)                                    |
| ---------------------------- | ------------- | ------------------------------------------------------------------------------- |
| Zuidwest-Afrika              | Mandaatgebied | Afrikaans: Suidwes-Afrika Engels: South West Africa Nederlands: Zuidwest-Afrika |